# Kayla
Kayla  è un nome proprio di persona inglese femminile.

## Origine e diffusione
Si tratta di un derivato del nome Kay, con l'aggiunta del suffisso -la; assai raro prima del 1962, cominciò ad essere usato con una frequenza degna di nota negli anni ottanta grazie a un personaggio della soap opera Il tempo della nostra vita, Kayla Brady, entrando tra i venti nomi più usati negli Stati Uniti nel 1988 e rimanendoci fino al 2004.
Va notato che "Kayla" è anche una variante di traslitterazione di קַײלָע (Kaila), una forma yiddish di Kelila.

## Onomastico
Il nome è adespota, cioè non è portato da alcuna santa, quindi l'onomastico ricade il 1º novembre, in occasione di Ognissanti.

## Persone
- Kayla Alexander, cestista canadese

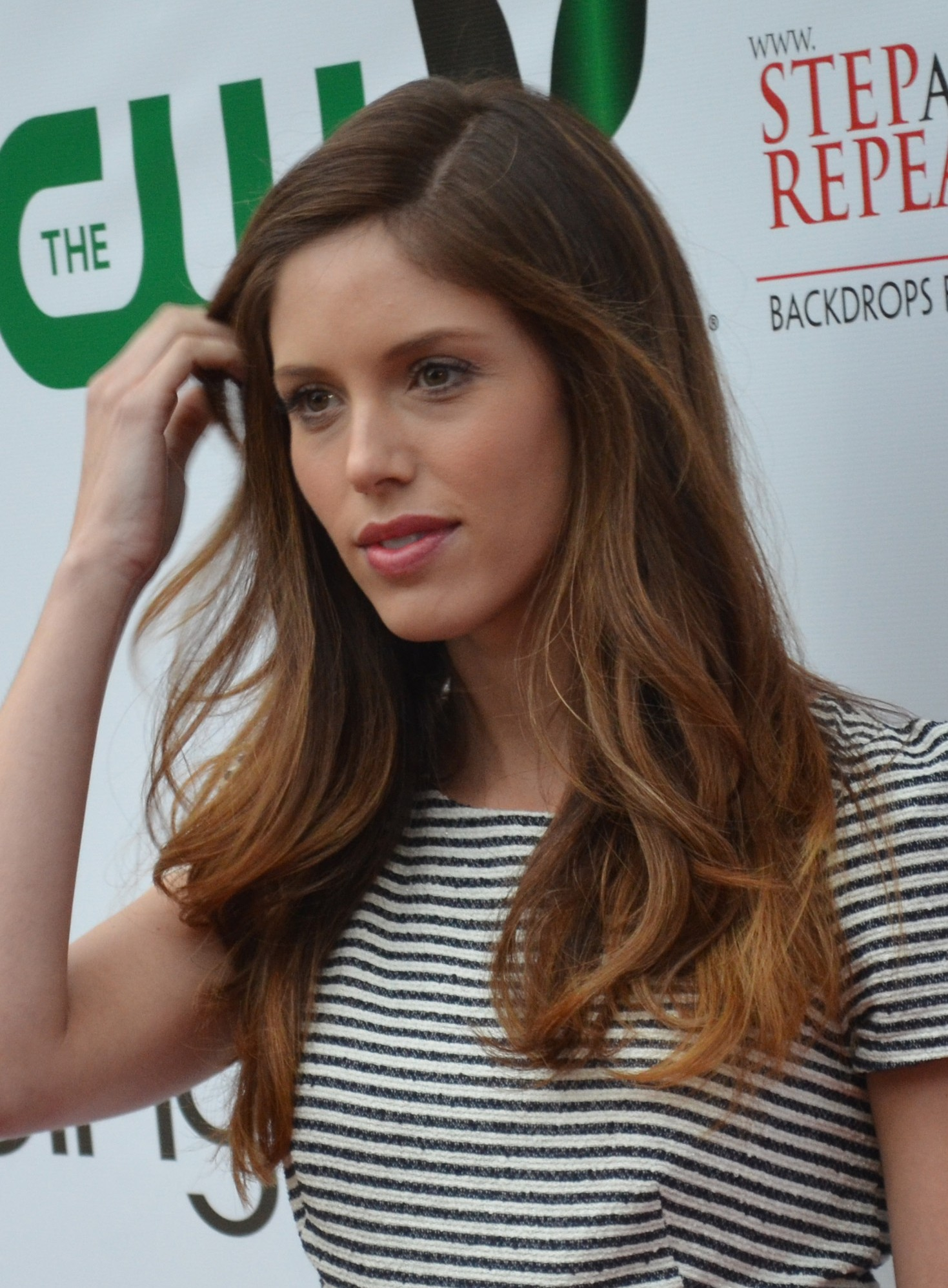
Kayla Ewell

- Kayla Banwarth, pallavolista statunitense
- Kayla Ewell, attrice statunitense
- Kayla Harrison, judoka statunitense
- Kayla McBride, cestista statunitense
- Kayla Mueller, attivista statunitense
- Kayla Neto, pallavolista statunitense
- Kayla Pedersen, cestista statunitense

## Il nome nelle arti
- Kayla Brady è un personaggio della soap opera Il tempo della nostra vita.
- Kayla Huntington è un personaggio della serie televisiva Desperate Housewives.
- Kayla Silverfox, più nota come Silver Fox, è un personaggio dei fumetti Marvel Comics.